# اسکی مارپیچ سرعت

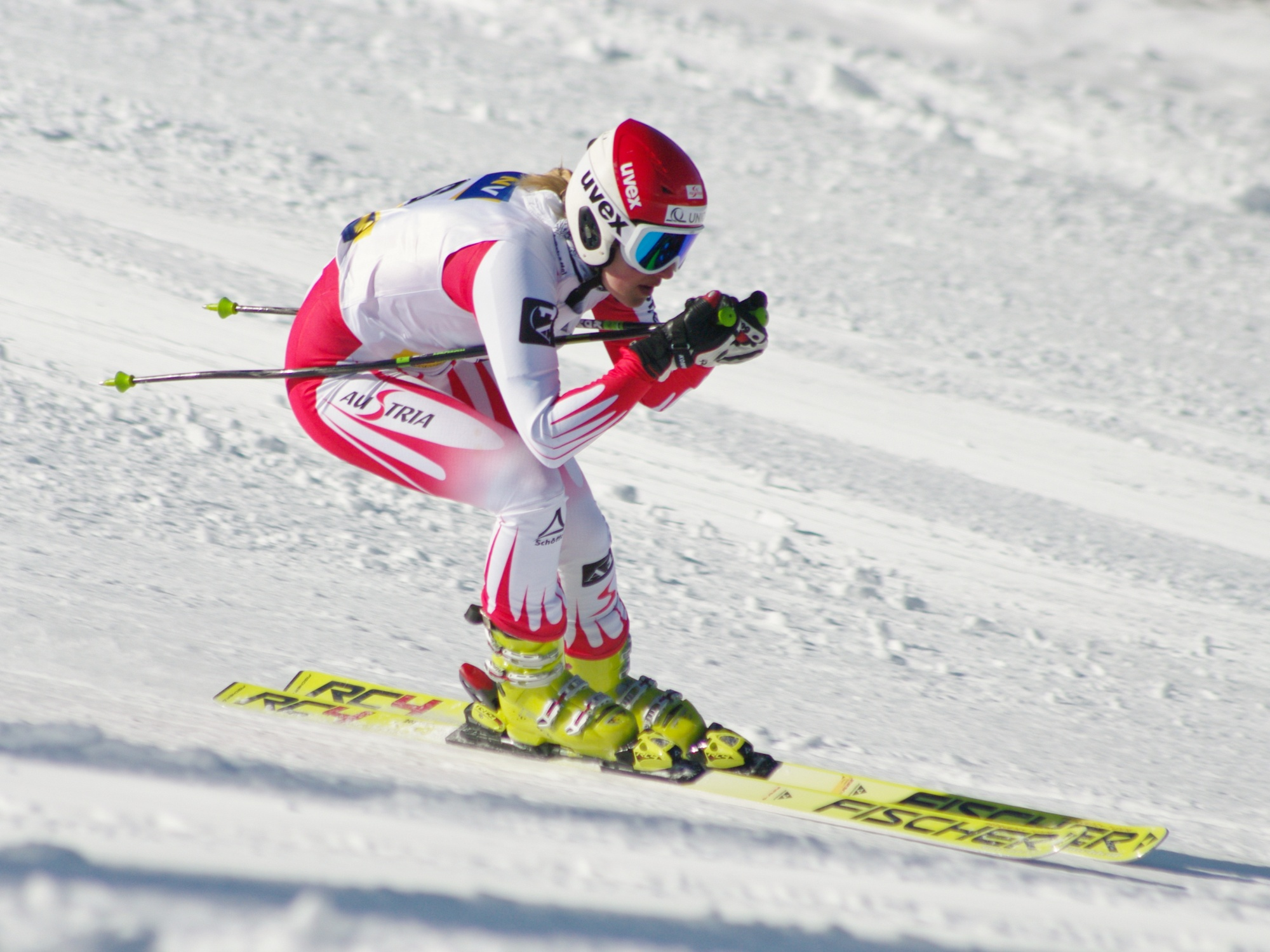
جسیکا دپاولی، اسکی‌باز آلپاین اتریشی در FIS Super-G در Lackenhof اتریش - مارس ۲۰۱۰

اسکی مارپیچ سرعت، اسلالوم سوپر ژه‌آن (به فرانسوی: Slalom Super Géant) یا به‌طور کوتاه سوپرجی، یکی از رشته‌های ورزش اسکی است که مسابقه‌های آن از سال ۱۹۸۲ در سطح بین‌المللی برگزار می‌شود.
این رشته از نظر فنی و سرعت بین دو رشته مارپیچ بزرگ و اسکی سرعت قرار دارد.